# セオドア・C・ソレンセン

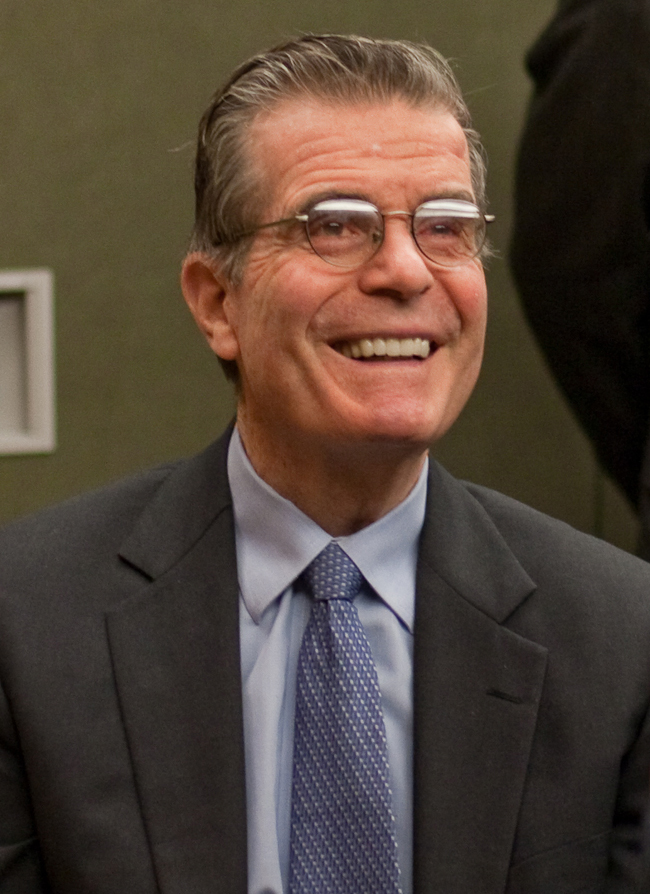
セオドア・C・ソレンセン（2009年）

セオドア・チェイキン“テッド”ソレンセン（Theodore Chaikin "Ted" Sorensen、1928年5月8日 - 2010年10月31日）は、アメリカの弁護士、作家。ケネディ政権の大統領特別顧問を務め、同大統領のスピーチライターとしての功績が有名である。「ケネディの分身」といわれた。

## 生い立ち
ネブラスカ州に生まれたセオドアは1945年にリンカン高校を卒業後、ネブラスカ大学に入学、同大学のロー・スクールで学んだ。
1953年にジョン・F・ケネディが上院議員になると、その後10年間彼とともに行動し、彼の最も親密な助言者となった。また、ケネディのピュリッツァー賞受賞作品「勇気ある人々」のリサーチなどに大きな役割を果たした。

## ケネディ大統領特別顧問

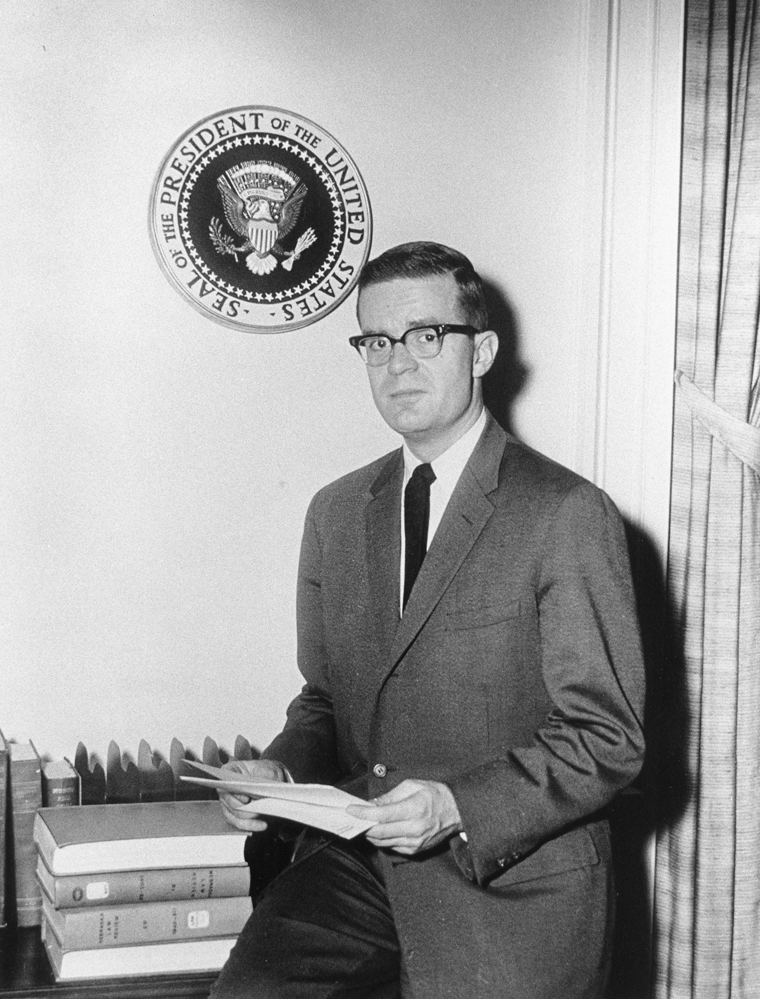
ホワイトハウス時代のソレンセン。

セオドアはケネディのスピーチライターを務めた。彼の最も有名な功績は、ケネディの大統領就任演説である。彼が草稿を書いた大統領就任演説中の「国家があなたのために何をするかではなく、あなたが国家のために何ができるかを問いたまえ（Ask not what your country can do for you; ask what you can do for your country）」というフレーズはケネディ政権を象徴するものとして今日まで人々の記憶に残っている。
彼はケネディ政権最大の失点となるピッグス湾事件に関する会議には参加しなかったが、この失敗を悔やんだ大統領の要請によりその後は外交政策に関わる会議に参加した。このため、彼はキューバ危機において、ソ連共産党第一書記ニキータ・フルシチョフへの書簡の草稿作成などで重要な役割を果たし、またその後のソ連との緊張緩和政策にも大きな役割を果たした。

## ケネディ大統領暗殺後
1963年11月のケネディ暗殺後、セオドアはホワイトハウスを去り、1965年、ケネディの伝記Kennedyを著した。この本は世界的なベストセラーとなり、多くの言語に翻訳された。ベトナム戦争の泥沼によりアメリカの国際的信用が失墜し、国内情勢が悪化すると、アメリカ再建の願いをこめてKennedy Legacyを著した。この中でセオドアは、アメリカが再び世界の尊敬を取り戻すには"ケネディの遺産"を継承するしかないと訴えている。Kennedy、Kennedy Legacyはケネディ政権中の政府内の出来事を知る上で貴重な文献となっている。
1968年にジョン・F・ケネディの実弟ロバート・F・ケネディが大統領予備選に立候補すると、セオドアは彼の選挙参謀として精力的に働いた。
1970年、セオドアはニューヨーク州から上院議員選挙に出馬したが敗退した。また、1977年、ジミー・カーターが大統領に就任すると、カーターはソレンセンをCIA長官に指名したが、上院での承認が得られなかった。セオドアはCIAを改革できるという期待もあったが、同時に彼は経験不足でCIAを動かすのに適する能力を備えていないと考えられた。カーターは代わりに海軍大将スタンスフィールド・ターナー（Stansfield Turner）をCIA長官に任命した。彼の政権下では外交上の失敗が相次ぎ、CIAの能力低下が指摘された。その後彼は弁護士として働きながらもリベラル陣営のスポークスマン的役割を果たしていた。外交問題評議会（CFR）、Century Institute、プリンストン大学、ハーバード大学政治学研究所の会員で、Partnership for a Secure America（PSA）の顧問も務めていた。
2008年の大統領選については、バラク・オバマへの支持を表明した。
2010年10月31日、脳卒中の合併症のためニューヨーク市内で死去。82歳没。2001年にも脳卒中に見舞われていて、著しい視力低下を来していた。

## 私生活
国連財団（United Nations Foundation）のギリアン・ソレンセン（Gillian Sorensen）と結婚し、3人の息子と1人の娘がいる。

## 著書
- Decision-making In The White House（1963年）
  - 河上民雄訳「ホワイトハウスの政策決定の過程」自由社、1964年
- Kennedy（1965年）
  - 大前正臣訳「ケネディの道―未来を拓いた大統領」サイマル出版会、1966年、新版1987年
- The Kennedy Legacy（1969年）
  - 山岡清二訳「ケネディの遺産 未来を拓くために」サイマル出版会、1970年
- Watchmen in the Night : Presidential Accountability after Watergate（1975年）
- A different kind of presidency: A proposal for breaking the political deadlock（1984年）
- Let the Word Go Forth : The Speeches, Statements and Writings of John F. Kennedy, 1947-1963（1988年）
- Why I am a Democrat（1996年）
- Counselor: A Life at the Edge of History（2008年）

## 脚註
1. 1 2  セオドア・ソレンセン氏死去　ケネディ米大統領の演説起草家 - 47NEWS（よんななニュース）